# Cor Borst
Cornelis (Cor) Borst (Noord-Scharwoude, 1 februari 1891 - Weesp, 11 mei 1974) was een Nederlands CPN-politicus.
Borst groeide op in een Nederlands-hervormd tuindersgezin. Later was hij niet meer godsdienstig. Hij bezocht een openbare lagere school in Noord-Scharwoude tussen 1897 en 1904. Vervolgens werkte hij als tuinder. Daarnaast volgde hij middelbaar onderwijs aan de avondschool. 
Hij werd politiek actief in de gemeenteraad van Langedijk en later in de Provinciale Staten van Noord-Holland (1939-1946). 
Tussen 1946 en 1962 was hij lid van de Tweede Kamer, met een onderbreking tussen 1952 en 1956. Daarnaast was hij lid van het partijbestuur van de CPN met een onderbreking tussen 1955 en 1959. Hij was leider van het Agrarisch Bureau van de partij en redacteur van het tuinbouwblad "Echo van het Land". Hij was woordvoerder landbouw en visserij, middenstandsaangelegenheden en volkshuisvesting. In 1962 nam hij afscheid van de Kamer vanwege zijn leeftijd.